# 魅蓝Note
魅族 魅蓝Note是魅族于2014年12月23日发布的智能手机产品。该系列手机可更换多种颜色背壳。产品搭载为大屏手机优化的Flyme OS 4系统。